# MTF-8 koljoza "Put k komunizmu"
MTF-8 koljoza "Put k komunizmu" (del ruso: МТФ-8 колхоза «Путь к коммунизму») es un posiólok del raión de Slaviansk del krai de Krasnodar, en el sur de Rusia. Está situado en los arrozales situados entre los distributarios del delta del Kubán, 10 km al suroeste de Slaviansk-na-Kubani y 76 al oeste de Krasnodar, la capital del krai. Tenía 597 habitantes en 2010.
Pertenece al municipio Prikubánskoye.

## Historia
Fue fundado el 15 de noviembre de 1977 y tiene origen en las barriadas físicamente separadas de las subsecciones (MTF) de un antiguo koljós llamado Put k komunizmu ("vía al comunismo"). Al ser el MTF n.º 8 el más grande ha sido esta la designación del asentamiento.

## Economía
Las principales compañías agrícolas de la localidad son OOO Aspekt y Privolnie'.